# انجمن (نهر)
انجمن (انگلیسی: Anjuman) نهری است که از دره انجمن در افغانستان می‌گذرد. سرچشمه‌های این نهر شامل سه دریاچه دره است که بزرگترین دریاچه منبع اولیه آن است.